# Beate Meinl-Reisinger

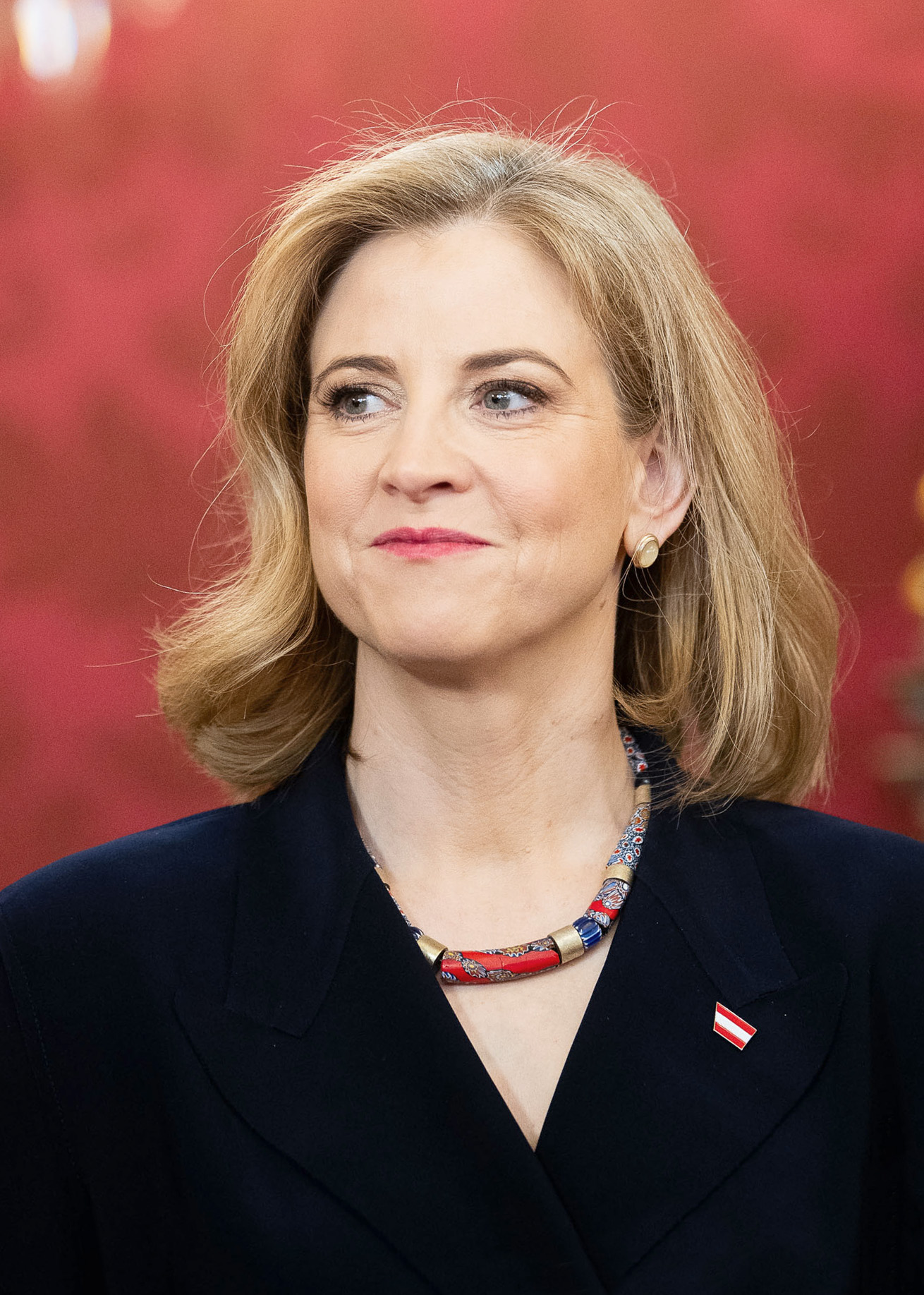
Beate Meinl-Reisinger (2025)

Beate Meinl-Reisinger (* 25. April 1978 in Wien als Beate Reisinger) ist eine österreichische Juristin, Autorin und Politikerin (NEOS). Sie ist seit dem 3. März 2025 Bundesministerin für europäische und internationale Angelegenheiten der Republik Österreich. Seit Juni 2018 amtiert Meinl-Reisinger auch als Parteivorsitzende der Partei NEOS – Das Neue Österreich und Liberales Forum.
Von 2013 bis 2015 war Meinl-Reisinger Abgeordnete zum österreichischen Nationalrat und von 2015 bis 2018 Abgeordnete zum Wiener Landtag und Mitglied des Wiener Gemeinderats, wobei sie im Wiener Rathaus auch Klubobfrau der NEOS-Landtags- und Gemeinderatsfraktion war. Von Oktober 2018 bis März 2025 war Beate Meinl-Reisinger erneut Abgeordnete zum Nationalrat. Sie war bei den Nationalratswahlen 2019 und 2024 die Spitzenkandidatin ihrer Partei.

## Ausbildung und Beruf
Beate Reisinger besuchte das Gymnasium Wasagasse, studierte dann an der Universität Wien Rechtswissenschaften und machte den Master in European Studies an der Donau-Universität in Krems. Zu Beginn ihrer Karriere absolvierte sie das „Traineeprogramm für EU-AkademikerInnen der WKÖ“. In diesem Rahmen war sie bei der Europäischen Kommission tätig sowie auch als Assistentin bei Othmar Karas im Europäischen Parlament.
Nach dem Traineeprogramm arbeitete sie als stellvertretende Geschäftsführerin bei „Frau in der Wirtschaft“, einer Abteilung der Wirtschaftskammer Österreich. Weitere Stationen waren das Bundesministerium für Wirtschaft und Arbeit und das Bundesministerium für Wirtschaft, Familie und Jugend. In weiterer Folge war sie als Referentin für Frauen-, Familien- und Integrationspolitik im Kabinett von Staatssekretärin Christine Marek (ÖVP) tätig. Ab 2009 folgte sie dieser als politische Referentin in der ÖVP Wien.

## Politische Laufbahn
NEOS-Gründung, Nationalratsabgeordnete
Im Jahr 2012 gehörte sie dem Kreis um Matthias Strolz und Veit Dengler an, aus dem die liberale Partei NEOS – Das Neue Österreich hervorging, als dessen stellvertretende Vorsitzende sie ab dem Gründungskonvent agierte. Auf Listenplatz drei schaffte sie beim ersten Antritt bei der Nationalratswahl 2013 mit NEOS den Sprung in den Nationalrat, wo sie als Vorsitzende des Kulturausschusses sowie als Mitglied des Justizausschusses, des Ausschusses für Konsumentenschutz und des Familienausschusses fungierte.
Spitzenkandidatin Wiener Landtags- und Gemeinderatswahl
Im Februar 2015 wurde Meinl-Reisinger zur Spitzenkandidatin für die Landtags- und Gemeinderatswahl in Wien 2015 am 11. Oktober 2015 gewählt. Am 24. September 2015, einen halben Monat vor der Wien-Wahl, kündigte Meinl-Reisinger im Nationalratsplenum an, ihr Nationalratsmandat bereits vor der Wahl, nämlich am 9. Oktober, zurückzulegen. Meinl-Reisinger ging mit dem Wahlspruch „G‘scheite Kinder statt G‘stopfte Politiker“ und dem Ziel, die Korruption und Freunderlwirtschaft in Wien zurückzudrängen, in den Wahlkampf. Bei der Wahl selbst gelang es NEOS unter Führung von Meinl-Reisinger, beim ersten Antritt mit 6,16 Prozent der Stimmen in den Wiener Gemeinderat und Landtag einzuziehen.
Wiener Gemeinderätin und Landtagsabgeordnete
Beate Meinl-Reisinger führte nach der Wahl den aus fünf Mandataren bestehenden Klub im Wiener Rathaus als Landtagsabgeordnete und Gemeinderatsmitglied an. Sie fungierte dabei als Klubobfrau und übernahm einen Sitz im  Ausschuss für Kultur, Wissenschaft und Sport sowie im Ausschuss für Frauen, Bildung, Integration, Jugend und Personal. Im Landtag setzte sie sich vor allem für saubere Politik und Reformen im Bildungsbereich ein. Nach ihrem Wechsel in den Nationalrat übernahm Thomas Weber am 27. September 2018 ihr Landtagsmandat, Christoph Wiederkehr wurde am 5. Juli 2018 als ihr Nachfolger als NEOS-Wien-Klubchef präsentiert.
NEOS-Vorsitzende
Am 7. Mai 2018 kündigte der NEOS-Gründer Strolz seinen Rückzug aus der Partei an und schlug Meinl-Reisinger als seine Nachfolgerin vor. Meinl-Reisinger wurde am 23. Juni 2018 bei einer Mitgliederversammlung in Linz mit 94,8 Prozent der Stimmen zur neuen Parteivorsitzenden gewählt. Zu ihren Stellvertretern wurden Nikolaus Scherak und Sepp Schellhorn gewählt. Am 19. Juni 2021 wurde sie auf einer Mitgliederversammlung in Linz mit 93 Prozent der Stimmen als Parteivorsitzende im Amt bestätigt, als Stellvertreter wurden der Wiener Vize-Bürgermeister Christoph Wiederkehr und die Salzburger Landesrätin Andrea Klambauer gewählt.
Rückkehr in den Nationalrat, NEOS-Klubobfrau
Am 18. Oktober 2018 übernahm Meinl-Reisinger das Nationalratsmandat von Strolz und führte seitdem als Klubobfrau auch den NEOS-Klub im Parlament an. In der XXVII. Gesetzesperiode besetzte sie ein Mandat im Landeswahlkreis Wien und war Mitglied im Hauptausschuss des Nationalrats, im ständigen Unterausschuss des Hauptausschusses sowie Ersatzmitglied im Verfassungsausschuss.
Spitzenkandidatin zur Nationalratswahl
Bei einer NEOS-Mitgliederversammlung in Wien wurde Meinl-Reisinger am 6. Juli 2019 mit 96,1 Prozent der Stimmen zur Spitzenkandidatin für die Nationalratswahl in Österreich 2019 gewählt. Ihre Partei bekam bei der Wahl selbst 8,1 Prozent der Stimmen und erzielte somit das bisher beste Ergebnis einer liberalen Partei bei einer Nationalratswahl. Meinl-Reisinger selbst erhielt dabei 15.435 Vorzugsstimmen und damit die meisten Stimmen ihrer Wahlbewegung.
Weitere Funktionen
Meinl-Reisinger war von 2010 bis 2012 Mitglied der ÖVP Frauen. Heute ist sie neben ihrer Funktion als NEOS-Vorsitzende und Klubobfrau auch stv. Vorsitzende der NEOS Bildungsakademie NEOS LAB sowie Mitglied im Rat des Europan Forum Alpbach.
Bundesministerin

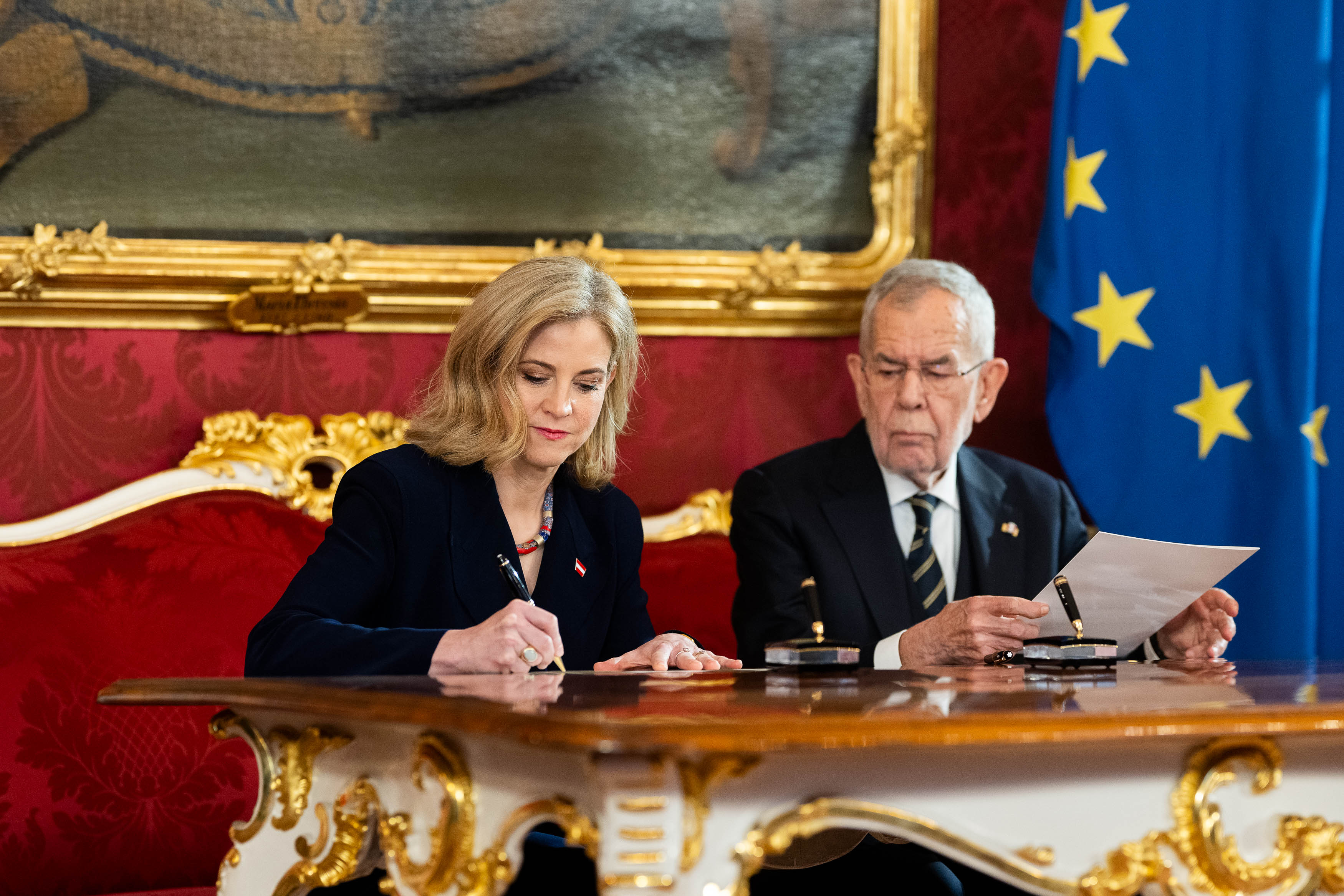
Angelobung Meinl-Reisingers als Außenministerin am 3. März 2025

Sie ist seit dem 3. März 2025 Bundesministerin für europäische und internationale Angelegenheiten der Republik Österreich in der Bundesregierung Stocker. Als Klubobmann im NEOS-Parlamentsklub folgte ihr Yannick Shetty nach. Ihr Nationalratsmandat im Landeswahlkreis Wien ging an Ines Holzegger.

## Politische Positionen
Transparenz, Kontrolle, Rechtsstaatlichkeit
Meinl-Reisinger setzt sich für eine saubere Politik und mehr Transparenz in Österreich ein. Dazu will sie ein Informationsfreiheitsgesetz statt des in Österreich noch immer üblichen Amtsgeheimnisses, transparente Besetzungen in der öffentlichen Verwaltung und ein Ende der Freunderlwirtschaft. Auch eine Stärkung der Justiz ist ihr ein Anliegen, u. a. soll ein unabhängiger Bundesstaatsanwalt und ein Schulfach „Leben in der Demokratie“ eingeführt werden.
Bildung und Chancengerechtigkeit
Meinl-Reisinger fordert mehr Chancengerechtigkeit im Bildungssystem. Durch einen Rechtsanspruch auf qualitätsvolle Bildung und Betreuung ab dem ersten Lebensjahr, kleineren Gruppen und einem kostenlosen, gesunden Mittagessen, soll die Elementarpädagogik massiv aufgewertet werden.
Für sie sollen Schulen in Zukunft mit organisatorischer, finanzieller und pädagogischer Freiheit ausgestattet werden und mehr Autonomie ermöglicht werden. Direktoren sollen mehr Möglichkeiten erhalten, die individuellen Herausforderungen an ihrem jeweiligen Standort lösen zu können. Außerdem sollen die Schulen mit mehr Assistenzpersonal wie Schulpsychologen und Sozialarbeitern unterstützt werden.
Unternehmerisches Handeln und Wirtschaftspolitik
Für Meinl-Reisinger ist die Steuer- und Abgabenlast in Österreich zu hoch. Die Lohnnebenkosten sollen gesenkt werden, den Arbeitnehmerinnen und Arbeitnehmern mehr Netto vom Brutto übrig bleiben. Außerdem sollen Unternehmensgründungen erleichtert werden, die staatliche Bevormundung und Bürokratie soll zurückgefahren werden und der Freihandel mit anderen Staaten forciert werden.
Außen- und Europapolitik
Meinl-Reisinger sprach sich bereits zu Beginn des russischen Angriffskriegs auf die Ukraine im Februar 2022 für eine Unterstützung und Solidarität Österreichs und der Europäischen Union für die Ukraine aus. Sie fordert eine ehrliche Debatte über die österreichische Neutralität und eine verstärkte europäische Zusammenarbeit in außen- und sicherheitspolitischen Fragen mit einem gemeinsamen EU-Heer. Auch zu einem NATO-Beitritt zeigte sie sich offen. Außerdem reiste sie selbst nach Beginn des Krieges in die Ukraine, um sich ein Bild von der Lage zu machen und eine humanitäre Hilfslieferung zu begleiten. Die Abhängigkeit Österreichs von russischen Öl- und Gaslieferungen soll beendet werden.
Mit Blick auf den weltweit zunehmenden Antisemitismus seit dem terroristischen Angriffs der Hamas auf Israel sprach sie sich für eine „wehrhafte Demokratie“ aus, in der es keine Toleranz gegenüber der Intoleranz geben solle. Wer das Kalifat ausrufen wolle, hätte in Österreich nichts verloren. Sie fordert ein Grundbekenntnis von Zuwanderern zur Demokratie, Pluralismus und gemeinsamen, europäischen Werten.

## Privatleben
Beate Meinl-Reisinger ist mit dem Juristen Paul Meinl verheiratet und hat drei Kinder.

## Ehrungen und Auszeichnungen
- 2024: Großes Goldenes Ehrenzeichen mit dem Stern für Verdienste um die Republik Österreich[25]

## Publikationen
- 2024: Wendepunkt: Wie wir das wieder hinkriegen, Kremayr & Scheriau, Wien 2024, ISBN 978-3-218-01420-5.[26]